# 仲道斎
仲 道斎（ちゅう どうさい、享保7年（1722年） - 寛政元年11月18日（1790年1月3日））は江戸時代中期の漢学者。阿波国出身。諱は和、字は文平。「仲」は田中の修姓で、京都時代は「中」字を用いた。

## 概要
生家関家は200石の土佐藩士だったが、祖父は致仕して阿波国阿波郡林村（阿波市阿波町）に移り、父が徳島城外斎田（徳島市昭和地区）に移った。
道斎は享保7年（1722年）阿波国に生まれ、故あって母方の田中家を継いだ。古文辞学に傾倒し、元文2年（1737年）京都に上って寺町通錦小路了蓮寺の僧無相文雄に音韻学を学び、私塾を開いた。また、長崎にも留学して唐音を学んだ。
当初明の王世貞、李攀竜等を学んだが、後に不自然な擬古文として批判し、唐の韓愈、柳宗元等を模範とした。尺牘は袁宏道を模範とした。茶、甘藷を好み、酒、音楽を嫌った。篆刻に長じた。
脚気、マラリア等を患うなど元来病弱で、宝暦8年（1758年）頃肺疾のため徳島に帰郷し、寛政元年（1789年）11月18日病没した。墓碑は南佐古三番町清水寺後山墓地にあり、墓石はない。
妻光は喜多野家出身で、文化元年（1804年）没。子は僧となった霊真のほか、二女がいた。

## 著書

### 刊本
- 宝暦5年（1755年）3月 『尺牘称謂弁』 - 書簡用語集及び作成手引書[11]。
- 宝暦6年（1756年）5月 『弇州尺牘紀要』 - 弇州山人王世貞尺牘集の注釈[11]。
- 宝暦6年（1756年）5月 『道斎尺牘附雑文』  - 知人37名宛書簡及び雑文集[12]。
- 宝暦7年（1757年）7月 『道斎先生承諭編』  - 金田宏の質問に対する返書集。なお、「承諭」は他人の書簡に対する敬称[13]。
- 宝暦5年（1755年）秋？ 『道斎随筆』 - 漢字の形音義に関する入門書。著書中最も普及した[14]。
- 天明6年（1786年）9月 『古文孝経解』 - 太宰春台刊『古文孝経』 の注釈[15]。

### 現存写本
- 『唐文式』 - 柳宗元『柳河東集』「序」類の注釈、総評[15]。
- 『邇言考』 - 俗語、俗諺約920語の語源、典拠研究[16]。

### 佚書刊本
- 『印字選』 - 篆文の字書[7]

### 佚書未刊
- 『滄溟尺牘弁疑』 - 李攀竜尺牘集の注釈[7]。
- 『続称謂弁』[7]
- 『夜話集』[17]
- 『文章狐白』[17]
- 『道斎奇字』[17]
- 『雅俗成語』[17]
- 『藻鏡録』 - 古書に見える相術（中国語版）の事例集[18]
- 『道斎先生詩集』[17]

## 門人
- 金田白峰 - 名は宏、字は君道、義房。京都で道斎を世話した商家の子[13]。
- 中田謙斎 - 名は敏、字は仲求、通称は長右衛門。洲本学問所教官[15]。
- 藤江石亭 - 名は秀、字は子文、通称は斧助。洲本学問所教官[9]。